# Gelis sapporoensis
Gelis sapporoensis är en stekelart som först beskrevs av William Harris Ashmead 1906.  Gelis sapporoensis ingår i släktet Gelis och familjen brokparasitsteklar. Inga underarter finns listade i Catalogue of Life.